# Стани процесу
У багатозадачних комп'ютерних системах процеси можуть перебувати у декількох станах. Ці окремі стани не обов'язково розпізнаються ядром операційної системи, але вони є важливими для розуміння роботи процесів.

Різноманіття станів процесу зображено на діаграмі станів. Стрілками позначено можливі переходи між станами. Деякі з процесів зберігаються в основній пам'яті(жовтий колір), інші — в додатковій (swap-пам'яті, зелений колір)

## Основні стани процесів
Наведені нижче стани дійсні для будь-якого типу комп'ютерів. Переважна більшість процесів у цих станах знаходиться у основній пам'яті. 

### Створений (Created)
При створенні процесу він знаходиться у стані «Створений», або ж «Новий». В такому випадку він очікує дозволу для переходу в стан готовності — «Ready». Такий дозвіл може бути отриманий одразу або через деякий час планувальником операційної системи. В більшості настільних ПК дозвіл надається автоматично. Тим не менше, в операційних системах реального часу процес підтвердження може бути відкладено. В таких ОС перехід в стан готовності надто великої кількості процесів може призвести до перенасичення та перевантаження ресурсів системи, наслідком якого може бути відмова роботи.

### Готовність або очікування (Ready)
Процеси у стані готовності завантажуються до основної пам'яті і переводяться в стан очікування виконання на ЦП(чекають на зміну стану диспетчером чи планувальником ОС). Одночасно може бути багато процесів у стані готовності в певний момент роботи системи, наприклад, в однопроцесорній системі тільки один процес може виконуватися в конкретний момент часу, а всі решта процеси, які виконуються «паралельно» очікують на виконання.
При роботі планувальник ОС використовує чергу готовності, або ж чергу запуску. Сучасні комп'ютери здатні виконувати багато процесів одночасно. Але процесори можуть виконувати лише одне завдання одночасно. В такому випадку процеси, які вже готові для виконання зберігаються у спеціальній черзі. Інші процеси, які очікують на певні події, наприклад, зчитування даних з жорсткого диску чи відповіді інтернет-запису, не зберігаються у цій черзі.

### Працює (Running)
Процес переходить в стан «Працює» тоді, коли його обрано планувальником або диспетчером для виконання. Команди процесу виконуються на одному з процесорів(або процесорних ядер) системи. На кожному процесорі чи ядрі завжди виконується не більше одного процесу одночасно. Процес може виконуватися у двох режимах: у режимі користувача(User mode) і 
режимі ядра(Kernel mode).

#### Kernel mode
- Процеси в цьому режимі мають доступ до адресного простору як ядра, так і користувача
- Kernel mode надає необмежений доступ до апаратного забезпечення, включаючи привілейовані інструкції.
- Деякі команди(наприклад, введення/виведення або переривання) є привілейованими інструкціями, які можуть виконуватися виключно в Kernel mode
- Для переходу в цей режим необхідний системний виклик від користувача

#### User mode
- Процеси мають доступ лише до своїх власних інструкцій та адресного простору
- Коли система виконує інструкції від імені користувача, це означає, що вона знаходиться в User mode. У випадку, якщо програма у режимі користувача запитує дані операційної системи(за допомогою системних викликів), система мусить переходити у kernel mode для виконання запиту.
- User mode запобігає різним небажаним ситуаціям:
  - Віртуальний адресний простір є ізольованим для кожного процесу.
  - У режимі користувача кожен процес гарантовано виконуватиметься окремо від інших процесів, що виключає можливість впливу на роботу інших інструкцій.
  - Прямий доступ до апаратного забезпечення є забороненим

### Заблокований (Blocked)
Процес, заблокований певною подією(наприклад, операціями введення/виведення чи спеціальним сигналом) може приймати стан Blocked з різних причин, як, наприклад, надмірне навантаження на ЦП або вичерпання процесорного часу.

### Зупинено (Terminated)
Процес може бути зупинено(переведено в стан «Terminated» із стану «Running») після завершення його роботи або у випадку його умисного завершення. В обох випадках процес переходить до стану «Terminated». Програма, що відповідає цьому процесу, більше не виконується, але сам процес залишається у таблиці процесів як процес-зомбі, допоки процес, який його викликав не виконає системний виклик wait для виходу, після якого процес буде прибрано з таблиці процесів, що завершить процес його життєдіяльності. Якщо батьківський процес не виконує wait, то ресурси продовжуватимуть споживатися, що може призвести до витоку ресурсів.

## Додаткові стани процесу
В системах, що підтримують віртуальну пам'ять, можливі ще два додаткові стани. В обох цих станах процес «знаходиться» у вторинній пам'яті (переважно — жорсткому диску).

### Вивантажений і очікуючий
(Інша назва — призупинений і очікуючий). В системах які підтримують віртуальну пам'ять процес може бути вивантажений з основної пам'яті та поміщений у віртуальну пам'ять середньотерміновим планувальником. Звідти процес може бути вивантажений у стан «очікуючий».

### Вивантажений і блокований
(Інша назва — призупинений і блокований). Процеси які є заблокованими можуть також бути вивантажені. В цьому випадку процес є «вивантажений і очікуючий» і може бути вивантажений у тих же випадках, що і вивантажений і очікуючий процес (хоча в цьому випадку процес буде у блокованому стані і може все ще очікувати доки ресурс стане доступним).